# Perez, Filippinerna
Perez (Bayan ng Perez) är en kommun i Filippinerna. Kommunen ligger på ön Luzon, och tillhör provinsen Quezon. Folkmängden uppgår till 10 454 invånare.
Perez är indelat i 14 barangayer.